# Trifolium pratense
El trébol rojo o trébol violeta (Trifolium pratense L. ) es una planta leguminosa nativa de Europa, oeste de Asia y noroeste de África. 
Su cultivo parece datar de hacia los siglos S XVII y XVIII.

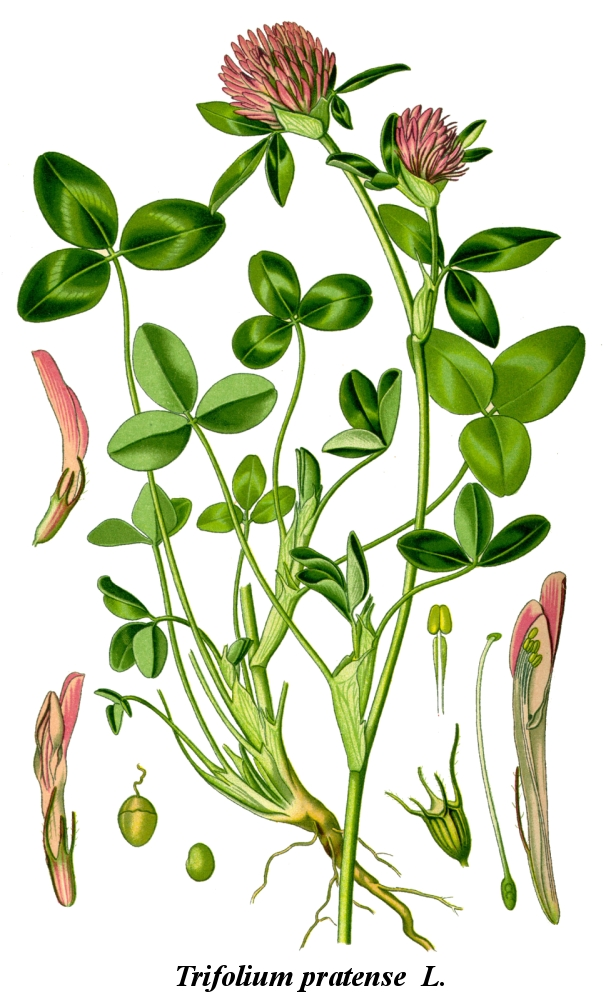
Ilustración

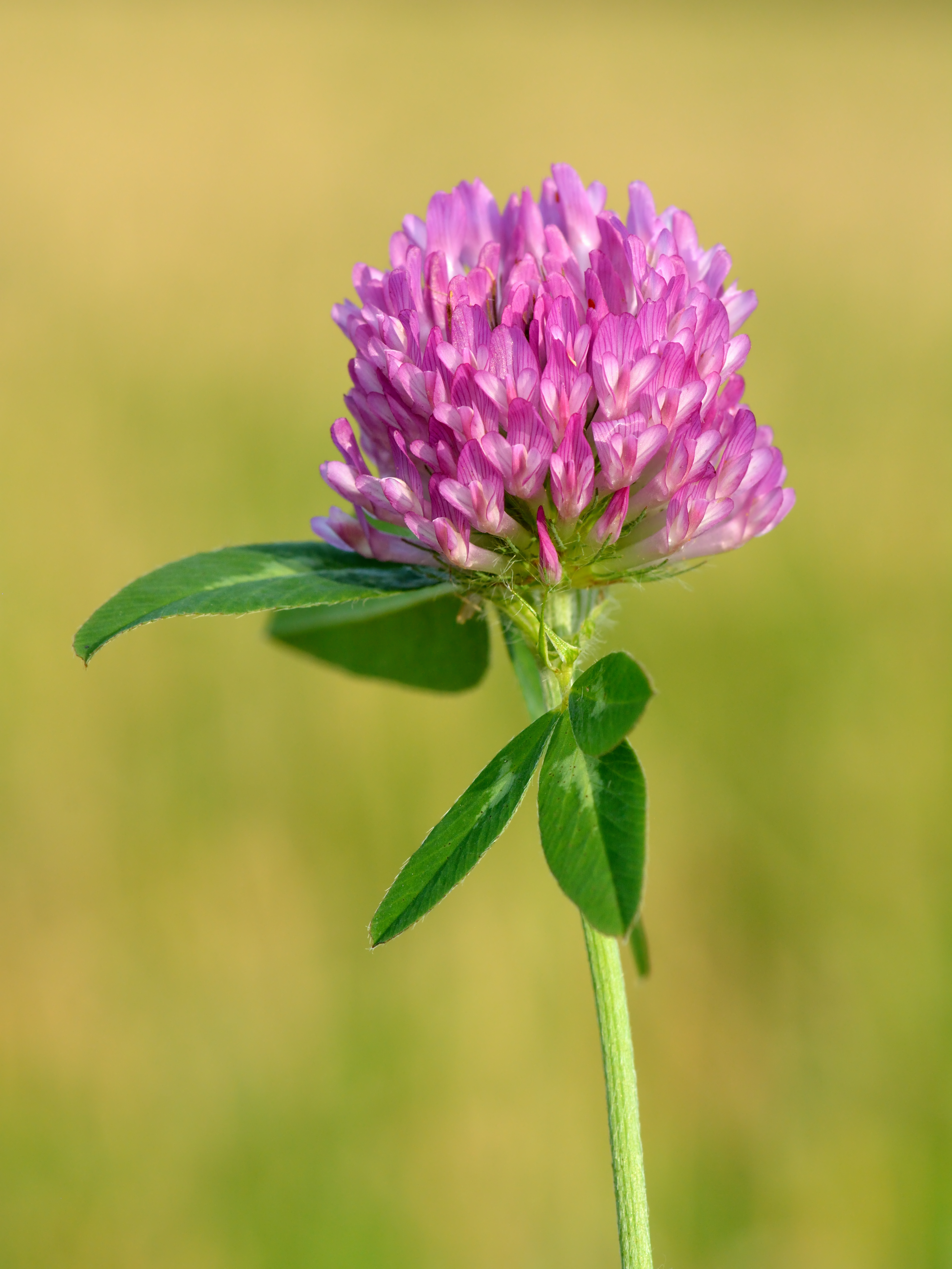
Inflorescencia

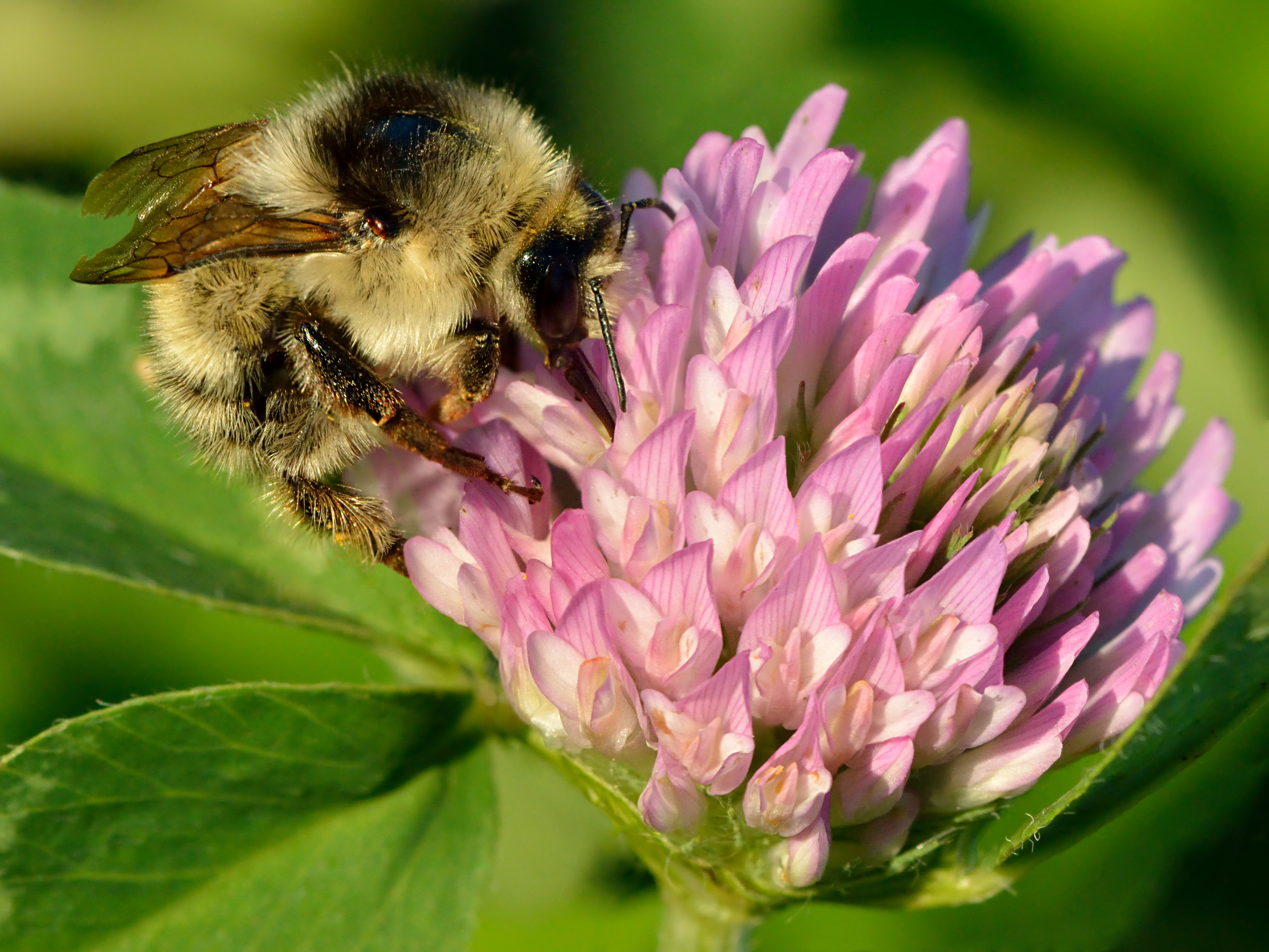

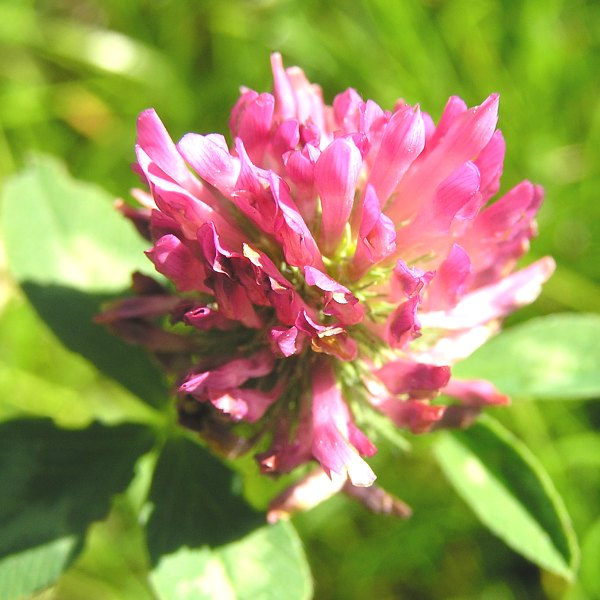
Detalle de la flor

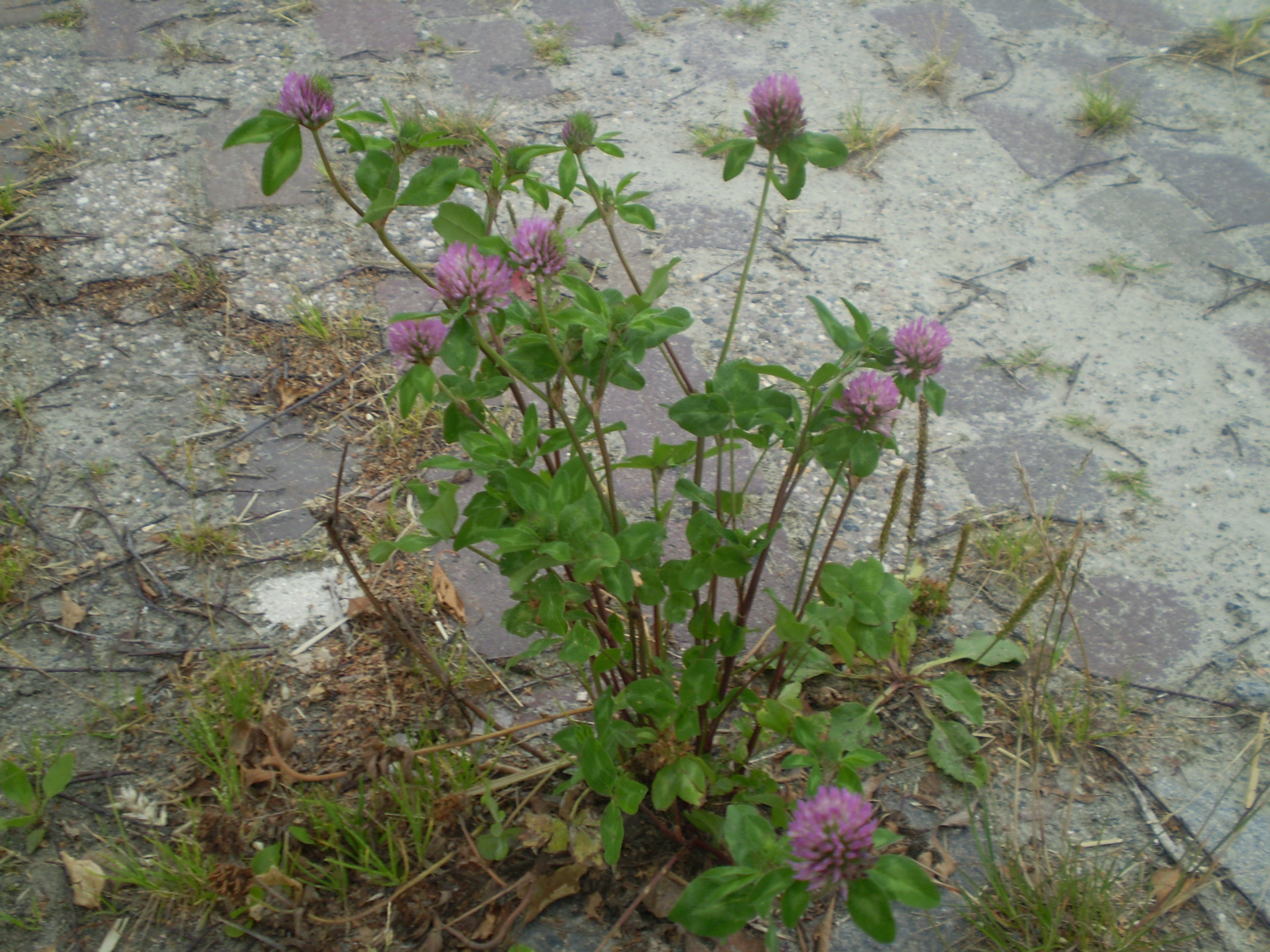
Vista de la planta

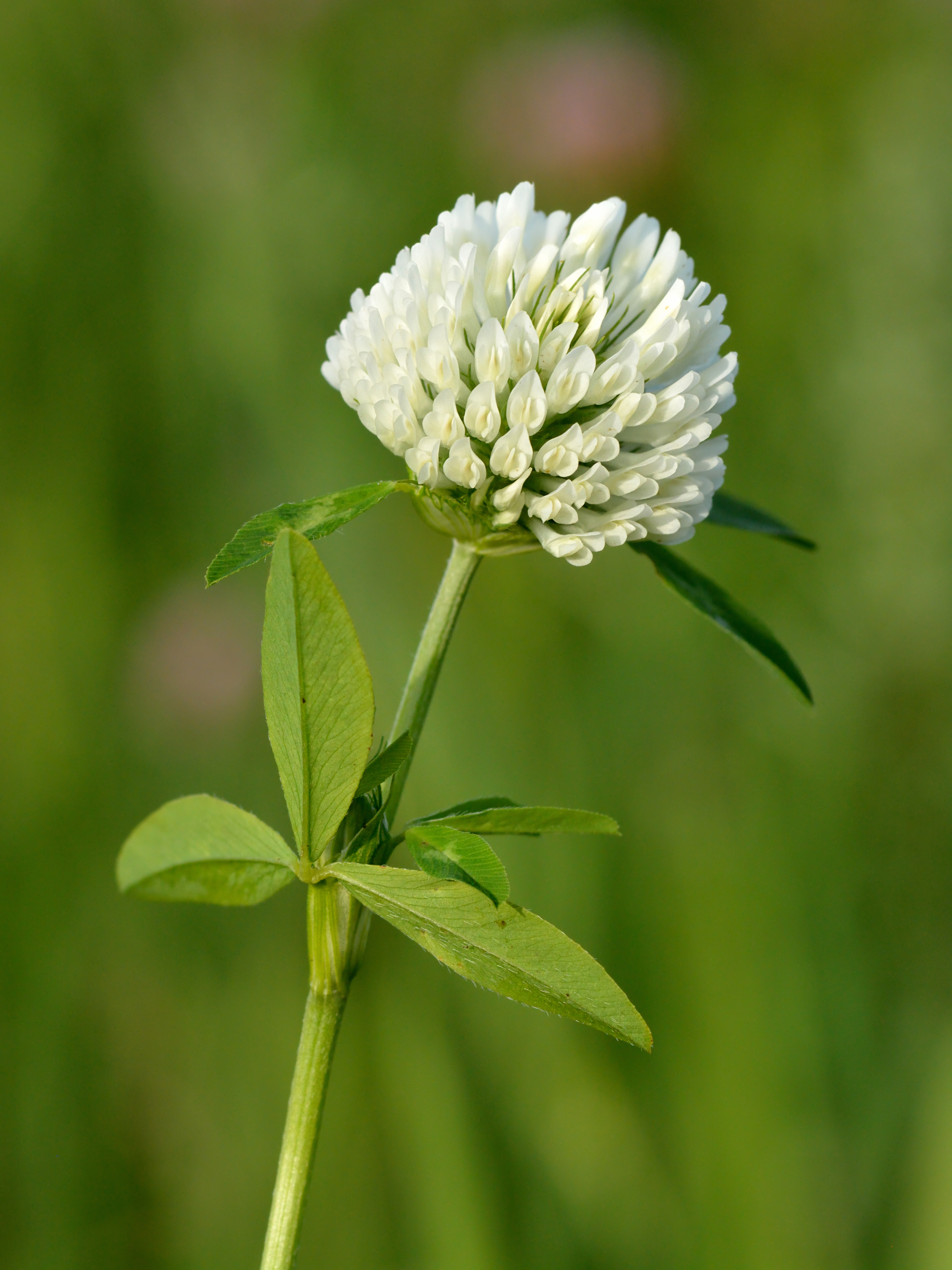
f. albiflorum

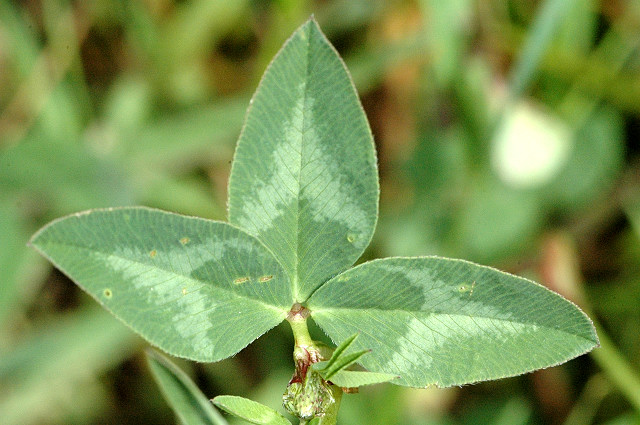
Hojas

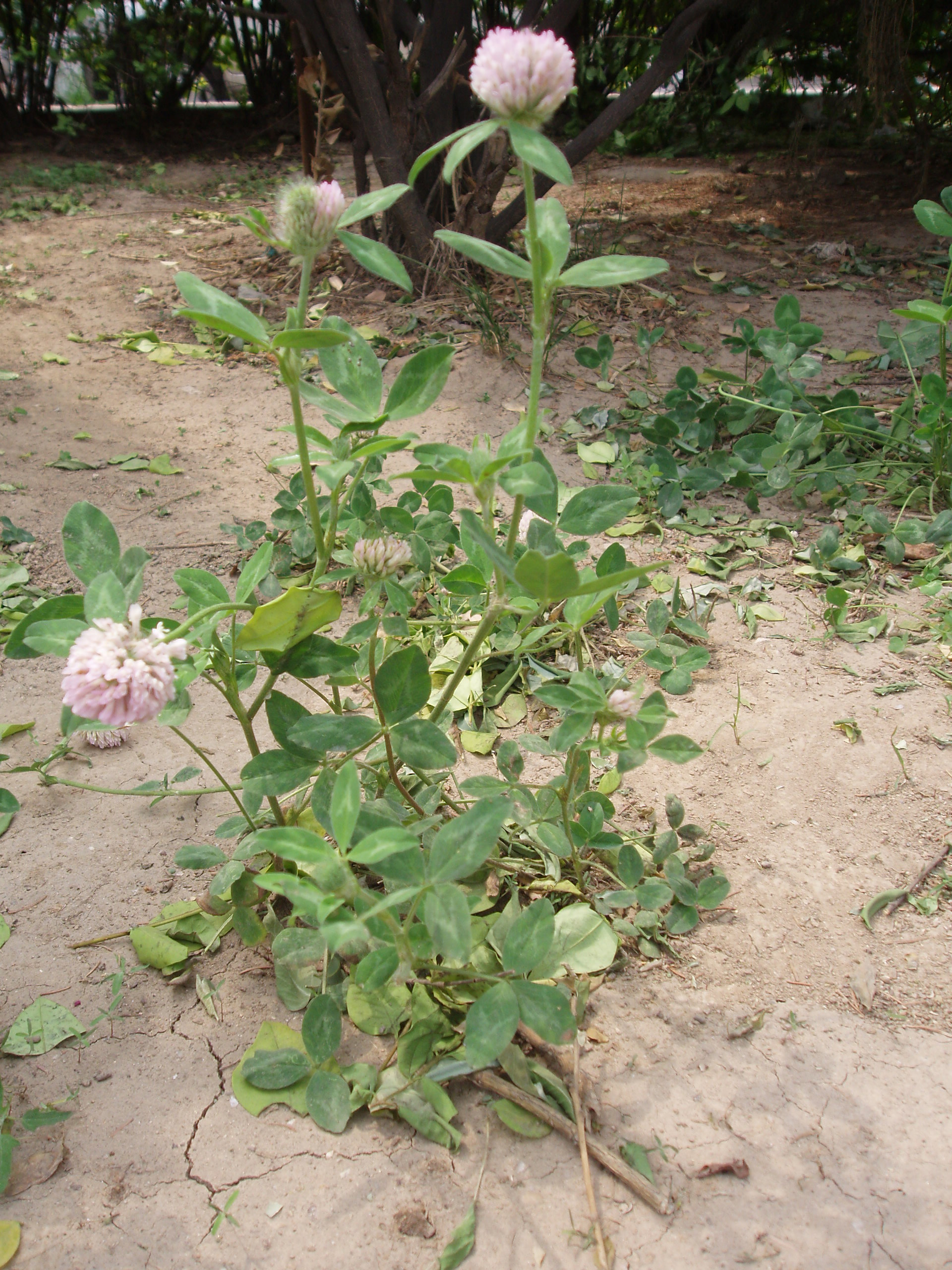
Vista de la planta

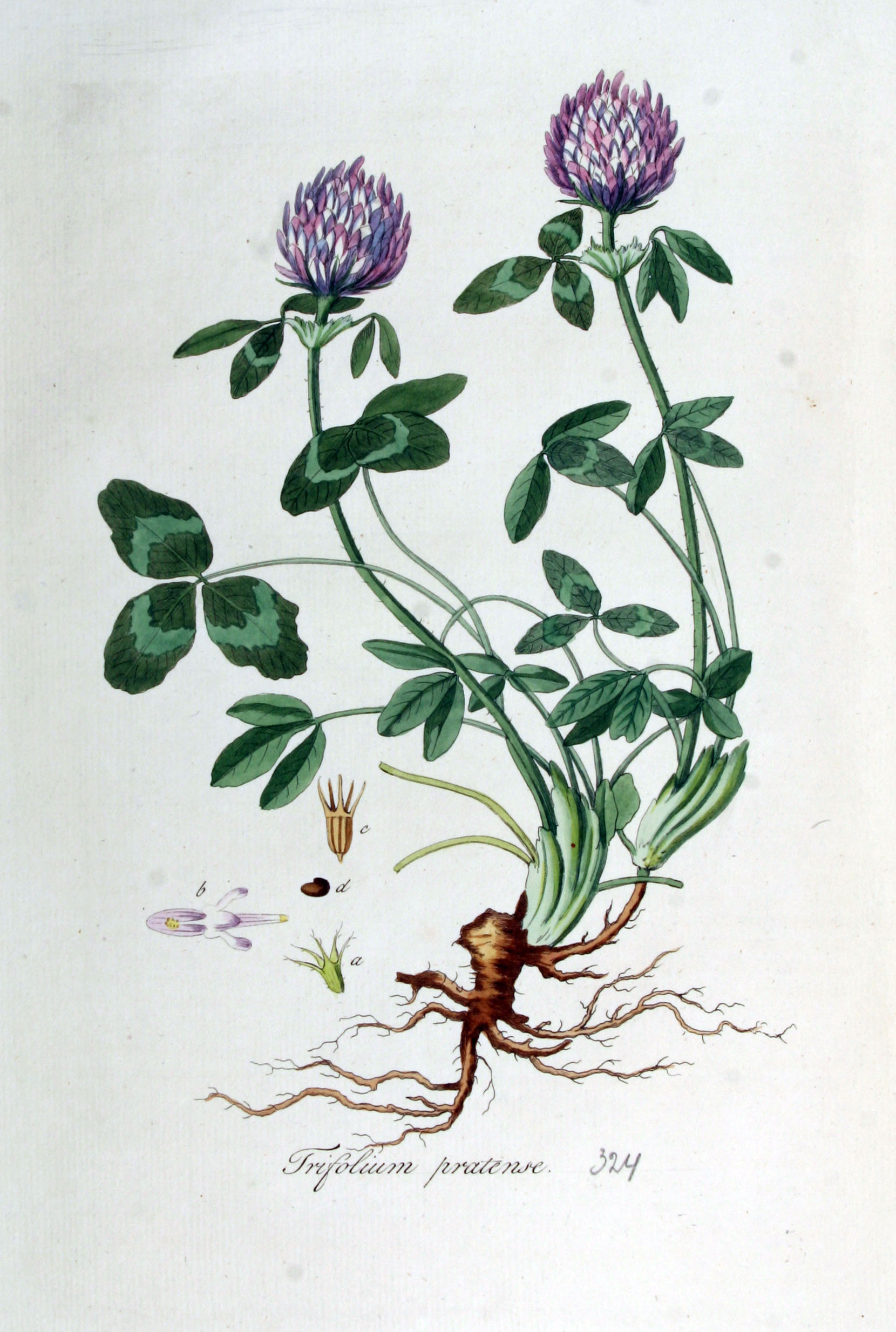
Ilustración en Flora Batava

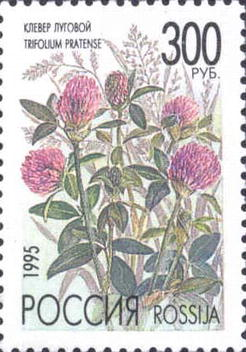
En sello postal de Rusia

## Descripción
Se trata de una herbácea perenne de 10-60 cm de altura (puede alcanzar hasta los 110 cm) y pilosidad variable. Tallos erectos o ascendentes. Su sistema radicular consta de una raíz pivotante, que resulta pequeña en comparación con las numerosas raíces adventicias forman una corona que arranca del cuello.
Presenta hojas trifoliadas con foliolos ovalados, blandos, de grandes dimensiones (1-3 cm de long. y 8-15 mm de ancho), con dos estípulas basales estrechadas en arista, un peciolo de 1-4 cm de longitud y de color verde con un característico pálido creciente en la mitad más afuera de la hojuela. Se disponen alternadamente.
Las flores, de 12-15 mm de longitud, poseen corolas formados por 5 pétalos soldados de color rosa violáceo y con menor frecuencia blancas o purpúreas, siendo membranosas en la fructificación. El cáliz está formado por 5 sépalos soldados formando un tubo casi zigomorfo de apariencia campanulada, es peloso, con 10 nervios, dientes lineares y una callosidad en la garganta. Las flores se presentan agrupadas en inflorescencias de 2-3 cm de diámetro con forma de cabezuelas globosas, sésiles y cubiertas en su base por las estípulas de las hojas superiores.
El fruto es una legumbre sentada, incluida en el cáliz, indehiscente, de forma ovoide y contiene una sola semilla. Estas son de forma acorazonada, muy pequeñas y de tonalidades que varían del amarillo al violeta.
Respecto a la posición de las yemas de recambio durante la estación desfavorable (en nuestro caso principalmente por calor o sequía) estas se encuentra en la superficie del suelo o inmediatamente debajo, es decir, su biotipo es hemicriptófito.
La planta fue nombrada Trifolium pratense por Carolus Linnaeus en 1753. Pratense en latín para "encontrado en prados".

## Requerimientos ambientales

### Temperatura
Crece bien en temperaturas medias, tolerando mejor las bajas (encontrándose hasta los 1800 m en el piso montano y subalpino) que las altas temperaturas, deteniendo su crecimiento a partir de 30-35 °C, por lo que se adapta bien a climas fríos y/o templados, dando peores rendimientos en los climas cálidos.
La temperatura influye de manera definitiva en desarrollo del cultivo, siendo la vida de este de hasta 7 años en climas fríos y de menos de tres años en climas cálidos.
También aguanta la sombra no muy intensa en riberas arboladas.

### Necesidades de agua
Es bastante exigente en humedad, necesitando 700 mm anuales como mínimo. No soporta los encharcamientos prolongados ni la sequía, siendo las necesidades hídricas el punto más delicado de su cultivo, sobre todo en el verano.

### Suelo
Vegeta en todo tipo de suelos, aunque prefiere los profundos (cómo ya se ha dicho, no soporta los encharcamientos) y con buen nivel de bases. Soporta suelos ligeramente ácidos (pH 6-7,5). Un buen nivel de arcilla mejora el cultivo (franco a franco-arcillosos). Es poco productivo en suelos arenosos o livianos. En comparación con la alfalfa, puede ir en suelos más ácidos y más húmicos que los que ella tolera.
Las tierras que se siembran no han debido soportarlo en varios años antes, dos o tres como mínimo.
Responde rápidamente a los aportes de fósforo y potasio.

## Distribución y zonas de cultivo
Originaria del sureste de Europa, oeste de Asia y noroeste de África. Su cultivo como forrajera se inició en el norte de Europa y actualmente se ha extendido a todo el planeta, con gran difusión en toda la Europa continental, sur de Australia, Nueva Zelanda, noreste asiático, USA y el cono sur americano. Ha pasado a estar naturalizado en muchas áreas templadas, incluidas América y Australasia, por escape del cultivo.
En España, crece de forma espontánea a lo largo de todo el territorio, en cultivos abandonados, bordes de caminos, riberas de ríos, etc.
En la Península es la leguminosa de siega más utilizada en las áreas de clima templado, siendo las zonas de mayor cultivo los regadíos de la Meseta Norte (León), la parte alta de Aragón, y en menor medida la cornisa cantábrica, como planta integrante de las mezclas de pradera. En el sur se cultiva menos, pero con notables rendimientos bajo regadío.

## Producción
En España no existen datos oficiales de producción individualizados para el cultivo del trébol rojo. 
A continuación de muestra una tabla con la productividad de distintas variedades:

margin:0 0 1em 1em"

| Variedad     | kg MS /ha/año |
| ------------ | ------------- |
| cv. Turoa    | +25.000       |
| cv. Hamua    | +20.000       |
| Galicia      | 10-15.000     |
| Centro y sur | 15-20.000     |

En condiciones óptimas de fertilización y humedad se pueden alcanzar rendimientos máximos de entre 20-26 tm de MS/ha/año.

## Variedades
La clasificación más habitual se suele hacer en función de la precocidad de floración, aunque también se clasifican en función de su porte (alto, más adaptado a la siega, y bajo, más adaptado al pastoreo) y grado de ploidía (2n y 4n). 
- Floración temprana: Incluye las variedades precoces y muy precoces, que florecen en abril - mayo. Se adapta mejor a praderas de vida corta y requiere suelos de alta fertilidad Ej.: Kedland, Midland o Essex.
- Floración intermedia: Floración a finales de mayo. Aproximadamente dos semanas después que las del tipo anterior y son más tardías en su producción primaveral. Generalmente son más persistentes que los de floración temprana. Producen buenos rendimiento de heno, pero su rebrote no es del todo satisfactorio. Ej.:Rotra, Barfiola, Tetri.
- Floración tardía: Incluye las variedades tardías a extratardías. Floración de finales de mayo a junio.  Dos o tres semanas más tarde que los de intermedia y un mes después que los primeros. Su crecimiento primaveral es más tardío, siendo de mayor persistencia, por lo que se utilizan en praderas de vida mediana a larga. Presentan buenos rebrotes después de un corte para conservar.  Ej.: Gollum, Viola, Marcom

En la actualidad, los principales objetivos de selección, son la mejora de la persistencia, en particular introduciendo resistencia al hongo Sclerotinia, así como, a través de las variedades tetraploides, conseguir mayor perennidad y mejor producción.

## Siembra y cultivo
Se implanta con facilidad y su vida productiva es de 2-3 años. Dosis de siembra en cultivo puro: 20 kg/ha, en mezcla: <10kg/ha, soliendo estar mezclado con un cereal de invierno. 
Debido a su sistema radicular medianamente profundo es menos resistente a la sequía que el lotus y la alfalfa, respondiendo en forma notable al riego. Llega a crecer con temperaturas moderadas de verano siempre que disponga de cantidades suficientes de humedad. Crece bien a temperaturas entre 7 °C y 35 °C, aunque las temperaturas altas parecen tener un efecto más depresivo sobre el establecimiento, crecimiento y persistencia, que las temperaturas bajas (Kendall, 1958).
Debe sembrarse temprano en otoño, dado que sus plántulas son sensibles al frío. En siembras oportunas, compiten fuertemente con otros pastos y leguminosas particularmente bajo condiciones favorables de humedad y temperatura y producen altos volúmenes de forraje en su primer año. Esta característica compensa su vida corta y justifica su inclusión en mezclas para praderas permanentes, las cuales normalmente no son muy productivas en el primer año y principios del segundo.
Se han hecho estudios sobre el beneficio en el establecimiento del trébol rojo mediante la siembra de Pisum sativum, produciéndose un aumento de la producción que fluctuó entre un 85% a un 208%.
Debido a su forma de crecimiento, similar a la alfalfa, su utilización debe respetar los periodos de descanso precisos para permitir que tras la cualquier defoliación surjan de la corona los nuevos brotes, y se acumulen en la raíz las reservas necesarias.
Se suele sembrar en otoño temprano. Si el otoño viene bien se le puede dar aprovechamiento en ese mismo otoño y se continúa en la primavera siguiente. En caso de que se siembre en primavera el aprovechamiento debe diferirse hasta el otoño siguiente.
Asimismo, es recomendado especialmente como mejorador de suelos. Se desarrolla muy bien en siembras asociadas por poseer un alto grado de tolerancia a la sombra, pudiéndose sembrar hasta 8 kilogramos por hectárea. 
La elección de trébol rojo a utilizar depende del destino que se dará a la pastura, con referencia a las necesidades de forraje en invierno o verano o de la posibilidad de utilizar o no otras leguminosas.
Aprovechamiento según la variedad:

margin:0 0 1em 1em"

| Variedad   | N.º de cortes       |
| ---------- | ------------------- |
| Temprana   | 3-4 Cortes/Pastoreo |
| Intermedia | 2 Cortes            |
| Tardía     | 1 Corte             |

## Enfermedades
Uno de los principales problemas de esta especie es su escasa resistencia a enfermedades, lo que desemboca en baja persistencia en algunas zonas. Sufre ataques principalmente de dos hongos, Sclerotinia y Rhizoctonia, que atacan la corona de la raíz y la base del tallo, ocasionando amarilleamiento y después la muerte de la planta.
También sufre ataques foliares por Oidio, Roya, Stemphylium y Pseudopeciza.
- Lista de enfermedades, en inglés

## Aprovechamientos forrajeros
Es una especie que proporciona pasto abundante y de muy buena calidad, incluso en verano si recibe suficientes aportes hídricos, tal es así, que en Francia se dice que ha contribuido más que la patata al desarrollo de la economía agraria del país. Sin embargo no es persistente en el pastizal, bien por su corta vida (tres-cuatro años máximo en nuestras condiciones) o porque no resiste la competencia con otras especies.
Después de una defoliación, los rebrotes se llevan a cabo desde la corona de las plantas o desde los entrenudos basales de los tallos desarrollados. Sin embargo, debido a que se trata de una especie de ciclo invernal, las plantas pasan otoño e invierno en forma de roseta, produciéndose el alargamiento de los tallos una vez llegada la primavera. Esto significa que durante un periodo largo de su ciclo, todos los puntos de crecimiento se encuentran ubicados cerca del nivel del suelo.
Las fluctuaciones en el volumen de sustancias de reserva de las raíces de trébol rojo, siguen una evolución muy similar a las de la alfalfa, aunque bajo manejos similares el trébol rojo siempre posee niveles bastante menores. En este último sentido ocupa una posición intermedia entre la alfalfa y el lotus (Smith, 1962). Asimismo, se ha observado que dichos niveles descienden en forma apreciable tanto durante el invierno como durante el verano, lo cual puede afectar notablemente la productividad y la persistencia de esta especie a través de esas épocas del año. Este comportamiento por parte del trébol rojo exige que sus cultivos sean manejados de tal forma que se les permita a las plantas recuperar sus reservas después de cada período de pastoreo. 
El trébol rojo se adapta así a un manejo racional tipo pastoreo rotativo. En los citados períodos críticos, el trébol rojo deberá permanecer con áreas foliares adecuadas, con lo que se equilibrará los gastos en metabolitos y en verano se favorecerá además una mejor utilización del agua. En este último sentido es fundamental entrar al período estival con sistemas radiculares extendidos.

Aunque tiene un menor contenido proteico que la alfalfa, presenta una elevada proporción de glúcidos y una mayor digestibilidad. Si se pasta sola puede producir meteorismo, por ello se recomienda asociarla a una gramínea; va bien cultivado en asociación con Ray-Grass italiano. Además, debido al alto contenido en Isoflavonas, algunas variedades tienen una considerable actividad estrogénica.
La mezcla con trébol blanco es muy utilizada, pues al ser más rápido en su instauración, el primer año tiene buen aprovechamiento, siendo después desplazado por el blanco. 
Tiene un aprovechamiento mucho mejor como corte que como pastoreo (al ser una especie de porte casi erecto,  con corona superficial, susceptibilidad al pastoreo, con ciclo de reservas, etc.). Una vez segado, puede darse en verde o conservarse mediante ensilado o henificado. Debido a su elevada proporción en glúcidos respecto a la proteína, es una de las leguminosas con mejor capacidad de ensilado, siendo el momento más adecuado entre el estado de yemas florales y el comienzo de la floración, cuando las plantas posean un 50 por ciento de floración. Si se ensila un cultivo puro de trébol deben tomarse las precauciones recomendadas para otras leguminosas, a causa de su bajo contenido de carbohidratos, alto contenido en proteínas y humedad.
Por el contrario no es demasiado apto para la henificación, dado que el heno de esta leguminosa es de calidad algo inferior proporcionando porcentajes menores de proteína digestible que la alfalfa. También al poco tiempo de cortado y marchitado las hojas más expuestas a la acción de la luz ennegrecen, lo cual conjuntamente con la proporción alta de tallos gruesos, hacen que pierda valor comercial. 
El momento apropiado de henificar es cuando el cultivo presenta de media a completa floración y antes de que sus flores tomen color amarronado. Si el corte se realiza con anterioridad, en la época de iniciación de la floración,  se alcanzara un alimento de alta calidad equivalente en proteínas al heno de alfalfa, pero con un menor rendimiento (Fergus y Hollowell, 1960)
Aunque el aprovechamiento es peor (y de hecho es su uso más común) también puede pastarse, viéndose afectada su persistencia. Por su elevada talla es más apropiado para ganado bovino que para el ovino.

## Variedades de cultivo de interés forrajero
Existen variedades de cultivo de Trifolium pratense L. desarrolladas con el objetivo de mejorar aspectos de la especie, directamente relacionados con su uso como forraje. Se han desarrollado en Nueva Zelanda y Australia, variedades con menor contenido en la isoflavona formononetina, responsable del descenso en la fertilidad de las ovejas:
- Variedades diploides de floración temprana.

- Trifolium pratense L. cv. Grasslands Colenso

- Variedades tetraploides de floración tardía.

- Trifolium pratense L. cv. Enterprise
- Trifolium pratense L. cv. Redquin

Existe otro cultivar australiano digno de mención, dada su fácil propagación vegetativa gracias a su hábito estolonífero, y su gran persistencia al ser pastado a diente. 
- Trifolium pratense L. cv. Astred

«FAO Grassland, Trifolium pratense L. Cultivars.». Archivado desde el original el 12 de marzo de 2015. Consultado el 19 de marzo de 2012.

### Trifolium pratenseL. cv. Redquin

#### Origen
La variedad de cultivo (cultivar) Redquin, de trébol rojo (Trifolium pratense L.), se obtuvo mediante métodos de selección a partir del cultivar chileno Quinequeli, con el objetivo de conseguir una variedad con bajo contenido en la isoflavona formononetina, responsable del descenso en la fertilidad de las ovejas. El programa de selección, fue dirigido desde el Instituto de agricultura, de la Universidad de Australia oeste; con la colaboración del Departamento de agricultura de Nueva Gales del Sur. La semilla obtenida por los mejoradores, se conserva en la División de Ingeniería vegetal, del Departamento de agricultura de Nueva Gales del Sur (Australia).
La variedad fue registrada en los Comités de coordinación de plantas forrajeras en Australia, en abril de 1979.

#### Descripción Morfológica
Se trata de una planta de vida corta, perenne, con un hábito de crecimiento denso. Forma numerosos macollos con diez a quince entrenudos, a partir de una corona basal en la que se encuentra el meristemo de ahijamiento. La formación de tallos secundarios a patir de las yemas axilares presentes en cada macollo es rara. Los foliolos que componen cada hoja son generalmente ovados u ovobados. Los márgenes de las hojas, son enteros o dentados. Las marcas en las hojas pueden no aparecer, o si hacerlo. Si están presentes varían, desde un punto central verde brillante, hasta una marca irregular en forma de media luna. Tanto el haz como el envés de los foliolos presentan tricomas. El peciolo es estirado y piloso, con finos haces vasculares de color verde oscuro. Las estipulas son largas, con forma oval, glabras y membranosas, con un margen diferenciado por la ausencia de haces vasculares. En la zona vascularizada, se aprecian nervios de color verde oscuro o púrpura, que se dividen en dirección al margen de las estípulas.Forma unas inflorescencias globosas de color púrpura rosado. Las semillas son púrpura amarillentas.

#### Características agronómicas
La variedad Redquin está adaptada a climas templado frescos. Crece en suelos con pH de 5 a 7. El óptimo de crecimiento se da desde el comienzo de la primavera hasta el final del otoño. El Departamento de agricultura de Nueva Gales del Sur, llevó a cabo estudios comparativos de la variedad, respecto a otras variedades de trébol rojo. Su productividad es igual o superior a la de otras variedades de la misma especie. La productividad de Redquin es especialmente superior en las condiciones ambientales del otoño y el invierno. La persistencia de las plantas originales bajo pastoreo es igual o mejor que en el caso de otras variedades. El contenido en formononetin era de 0,09 % en peso seco, comparado con el 0,85 % presente en el cultivar originario Quinequeli. Este contenido es menor que la concentración a partir de la cual se considera que existen efectos adversos sobre el potencial reproductivo de las ovejas. Tratándose de especies alógamas, es necesario mantener en aislamiento el cultivar Redquin, y no cultivarlo cerca de variedades con alto contenido en formononetin. Redquin es por tanto, una leguminosa baja en estrógenos, interesante para mejorar la producción forrajera en el invierno, en climas templados costeros o de meseta, donde la precipitación es de moderada a alta. Puede ser también interesante en zonas de regadío.
«Register of Australian Herbage Plant Cultivars.». Archivado desde el original el 4 de abril de 2012.

## Cultivo histórico
En el siguiente enlace se muestra un Manual de Labranza de 1860, donde queda de manifiesto la importancia histórica del cultivo.

## Otros usos

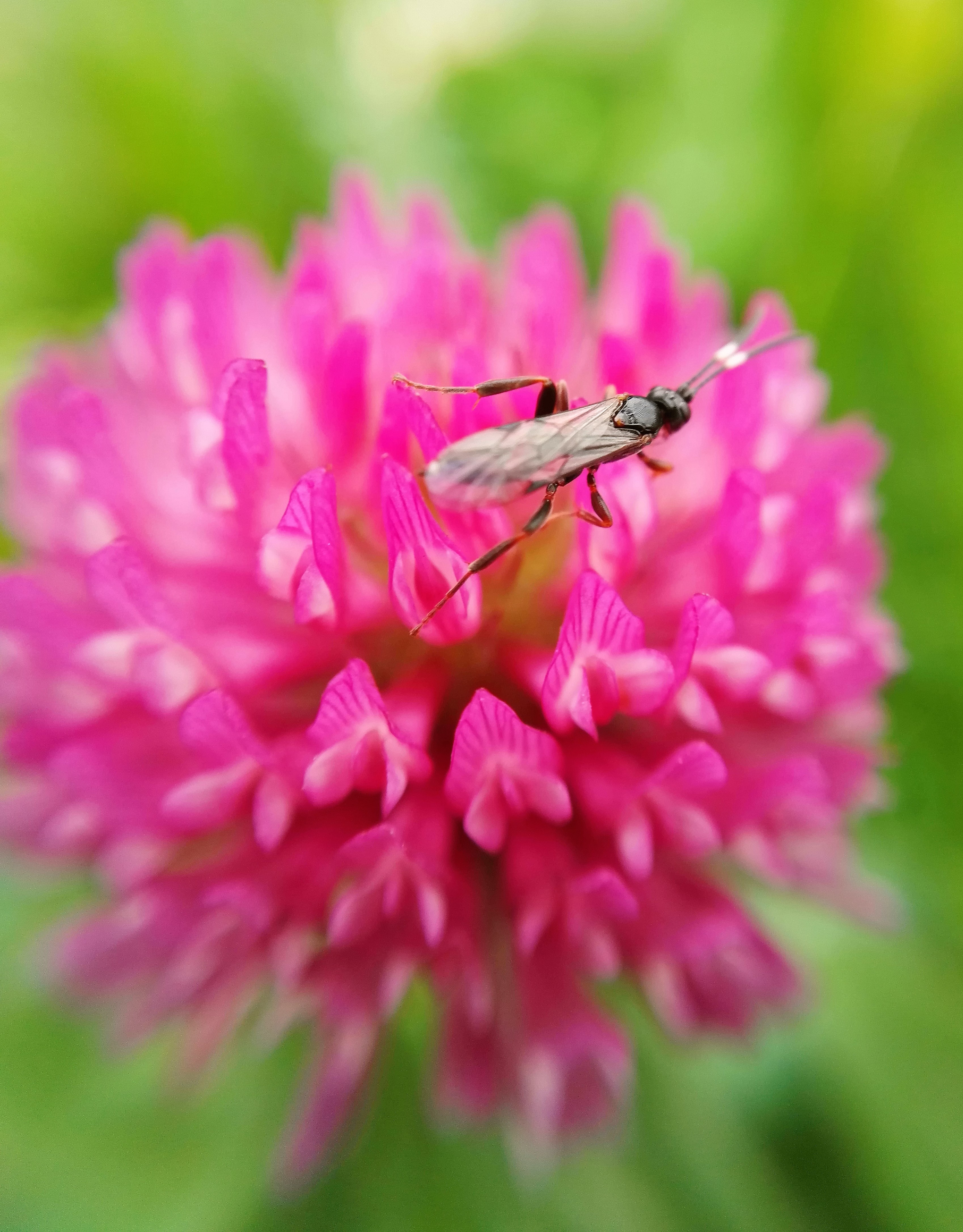
Trifolium pratense con insecto

Las isoflavonas y fitoestrógenos del trébol rojo se han usado para tratar algunos de los síntomas de la menopausia (véase sofoco). Las embarazadas y amamantadoras deben evitar ingerir la planta. También se usa como antitusígeno y para el tratamiento de la bronquitis, el eczema, las llagas, la escrófula y, en gárgaras, para úlceras y heridas.
Es la flor nacional de Dinamarca y la flor estatal de Vermont.
Es un ingrediente de la mezcla para fumar 'Spice.
Es también una de las ocho hierbas ingredientes del té anticanceroso essiac.

## Taxonomía
Trifolium pratense fue descrita por Carlos Linneo y publicado en Species Plantarum 2: 768. 1753.
Citología
Número de cromosomas de Trifolium pratense (Fam. Leguminosae) y táxones infraespecíficos: 2n=16 2n=14
Etimología
Trifolium: nombre genérico derivado del latín que significa "con tres hojas".
pratense: epíteto latino que significa "de los prados"
Variedades
Hay siete variedades:
- Trifolium pratense var. pratense muy cosmopolita
- Trifolium pratense var. americanum sudeste de Europa (a pesar del nombre)
- Trifolium pratense var. frigidum montañas de Europa central y sur (Pirineos, Alpes, Balcanes)
- Trifolium pratense var. maritimum sur de las costas del mar Báltico
- Trifolium pratense var. parviflorum Europa
- Trifolium pratense var. sativum (Schreb.) Cincovic Mediterráneo. Robusto crecimiento, glabras o casi
- Trifolium pratense var. villosum Alpes. Denso follaje piloso

Sinonimia
- Trifolium borysthenicum Gruner
- Trifolium bracteatum Schousb.
- Trifolium lenkoranicum (Grossh.) Roskov
- Trifolium pratense var. lenkoranicum Grossh.
- Trifolium ukrainicum Opperman

var. americanum Harz
- Trifolium expansum Waldst. & Kit.

var. sativum Schreb.
- Trifolium baeticum Boiss.
- Trifolium sativum (Schreb.) Crome
- Trifolium sativum subsp. praecox Bobrov[6]

## Nombre común
- Castellano: berrillo, caramelos, carretón, chupador, chupamieles, chupetes, chupetitos, chupones, chupón, farucha, farusa, hierba de las cataratas, hirusta gorria, hoja la nube, mamatetas, media luna, melga, meliguel, meriguel, motas encarnadas, quínola, teble, tefla, trebalejo, trebo, trebo silvestre, trebulo, tres en rama, trevo, trevol, trifolio, trábol de la media luna, trébol, trébol arvense, trébol común, trébol de la luna, trébol de la media luna, trébol de los prados, trébol de los prados colorado, trébol de media luna, trébol de prado, trébol de prados, trébol de prados de flores encarnadas, trébol de prados purpúreas, trébol del príncipe, trébol enano, trébol encarnado, trébol ladino, trébol pratense, trébol pratense que hace las flores purpúreas, trébol productivo, trébol rojo, trébol rojo de los prados, trébol silvestre, trébol sopaenvino, trébol sopavino, trébol violeta, trébole, trébul, yerba chupelera.[7]